# Dopolavoro Aziendale Ampelea 1937-1938
Questa voce raccoglie le informazioni riguardanti il Dopolavoro Aziendale Ampelea nelle competizioni ufficiali della stagione 1937-1938.

## Rosa
| N. |                   | Ruolo | Calciatore          |
| -- | ----------------- | ----- | ------------------- |
|    | Italia (bandiera) |       | Vittorio Bearzi     |
|    | Italia (bandiera) |       | Giuseppe Bradaschia |
|    | Italia (bandiera) | D     | Giovanni Chelleri   |
|    | Italia (bandiera) | D     | Pietro Corbatto     |
|    | Italia (bandiera) |       | Dino Dudine (I)     |
|    | Italia (bandiera) |       | Ottavio Dudine (II) |
|    | Italia (bandiera) |       | Vinicio Felluga     |
|    | Italia (bandiera) | C     | Albino Giorda       |
|    | Italia (bandiera) | A     | Eugenio Lanzi       |
|    | Italia (bandiera) | D     | Giacinto Menis      |

| N. |                   | Ruolo | Calciatore         |
| -- | ----------------- | ----- | ------------------ |
|    | Italia (bandiera) |       | Giuseppe Morato    |
|    | Italia (bandiera) | A     | Gaddo Moretti      |
|    | Italia (bandiera) | A     | Mario Parovel      |
|    | Italia (bandiera) |       | Ennio Polentanutti |
|    | Italia (bandiera) | A     | Sergio Russinov    |
|    | Italia (bandiera) |       | Enrico Schinardi   |
|    | Italia (bandiera) |       | Fulvio Stolfa      |
|    | Italia (bandiera) |       | Tranquillo Taverna |
|    | Italia (bandiera) |       | Augusto Toso       |
|    | Italia (bandiera) |       | Italo Ulcigrai     |

## Risultati

### Serie C

#### Girone A

##### Girone di andata
| Arbitro: | Stecig (Fiume) |

|              |           |  |
| Bonansea 85’ | Marcatori |  |

| Arbitro: | Caravaglio (Vicenza) |

|             |           |           |
| Parovel 11’ | Marcatori | 27’ Volpi |

| Carate Brianza 10 ottobre 1937 3ª giornata | Caratese | 2 – 0 | Ampelea |  |

| Arbitro: | De Benedettis (Padova) |

|           |           |      |
| Schipizza | Marcatori | Volk |

| Carpi 24 ottobre 1937 5ª giornata | Carpi              | 0 – 0 referto | Ampelea | \| Arbitro: \| Giambone (Venezia) \| |
| Arbitro:                          | Giambone (Venezia) |               |         |                                      |

| Arbitro: | Zambotto (Padova) |

|                            |           |                               |
| Parovel 27’, 50’ Lanzi 54’ | Marcatori | 61’ (aut.) Dudine I 83’ Rossi |

| Arbitro: | Mantovani (Ferrara) |

|           |           |                   |
| Menis 53’ | Marcatori | 49’ Miot 66’ Moro |

| Ferrara 21 novembre 1937 8ª giornata | SPAL | 1 – 0 | Ampelea |  |

| Isola d'Istria 28 novembre 1937 9ª giornata | Ampelea | 1 – 0 referto | Marzotto Valdagno | Campo Sportivo O.N.D. |

| Pola 12 dicembre 1937 10ª giornata | Grion Pola | 1 – 1 referto | Ampelea |  |

| Isola d'Istria 19 dicembre 1937 11ª giornata | Ampelea         | 0 – 0 referto | Udinese | Campo Sportivo O.N.D.\| Arbitro: \| Sinico (Verona) \| |
| Arbitro:                                     | Sinico (Verona) |               |         |                                                        |

| Forlì 2 gennaio 1938 12ª giornata | Forlì | 0 – 0 | Ampelea |  |

| Arbitro: | Giambone (Venezia) |

|                               |           |              |
| Pernigo 19’, 82’ Rossetti 25’ | Marcatori | 47’ Ulcigrai |

| Arbitro: | Giambone (Venezia) |

|  |           |                       |
|  | Marcatori | 33’ Barbon 64’ Chiara |

| Mantova 23 gennaio 1938 15ª giornata | Mantova | 2 – 3 | Ampelea |  |

##### Girone di ritorno
| Arbitro: | Baracchi (Firenze) |

|            |           |       |
| Parovel 1’ | Marcatori | Molar |

| Rovigo 6 febbraio 1938 17ª giornata | Rovigo | 5 – 1 | Ampelea |  |

| Arbitro: | Zilli (Reggio Emilia) |

|                             |           |  |
| Denova 39’ Parovel 57’, 75’ | Marcatori |  |

| Fiume 20 febbraio 1938 19ª giornata | Fiumana           | 0 – 0 referto | Ampelea | \| Arbitro: \| Zambotto (Padova) \| |
| Arbitro:                            | Zambotto (Padova) |               |         |                                     |

| Arbitro: | Mendo |

|                             |           |  |
| Parovel 16’ Dudine 36’, 82’ | Marcatori |  |

| Vicenza 6 marzo 1938 21ª giornata | Vicenza | 1 – 0 | Ampelea |  |

| Trieste 13 marzo 1938 22ª giornata | Ponziana | 1 – 1 | Ampelea |  |

| Arbitro: | Leoni (Milano) |

|              |           |                  |
| Bottazzi 41’ | Marcatori | 68’ Poggipollini |

| Arbitro: | De Benedictis (Padova) |

|  |           |       |
|  | Marcatori | 34’ ? |

| Isola d'Istria 3 aprile 1938 25ª giornata | Ampelea | 2 – 1 referto | Grion Pola | Campo Sportivo O.N.D. |

| Arbitro: | Zilli (Reggio Emilia) |

|                |           |  |
| Abatematteo 7’ | Marcatori |  |

| Arbitro: | Marini |

|             |           |                |
| Parovel 40’ | Marcatori | 17’ Bentivogli |

| Isola d'Istria 24 aprile 1938 28ª giornata | Ampelea | 1 – 2 | Audace SME | Campo Sportivo O.N.D. |

| Arbitro: | Martelli (Bologna) |

|                                                |           |                   |
| Marcuzzo 6’, 53’ Visentin ?’, 50’ Schilleo 72’ | Marcatori | 40’ Lanzi Gordini |

| Arbitro: | Tagliapietra (Padova) |

|                     |           |  |
| Gordini 71’ Parovel | Marcatori |  |

### Coppa Italia
| Arbitro: | Tiberio (Gorizia) |

|                  |           |                               |
| Mihalich 5’, 23’ | Marcatori | 46’, 74’ Bradaschia 82’ Lanzi |

| Arbitro: | Marini (Monfalcone) |

|  |           |                    |
|  | Marcatori | 21’ Miot 72’ Faini |